# 1348
Пізнє Середньовіччя •  Реконкіста •  Ганза •  Авіньйонський полон пап •  Монгольська імперія •  Чорна смерть •  Столітня війна

## Геополітична ситуація
Імператором Візантії є Іоанн VI Кантакузин (до 1354). Помер імператор Священної Римської імперії. Карл IV Люксембург має титул короля Німеччини, хоча його влада не визнана ще повсюдно. У Франції править Філіп VI Валуа (до 1350).
Апеннінський півострів розділений: північ належить Священній Римській імперії, середню частину займає Папська область, південь належить Неаполітанському королівству. Деякі міста півночі: Венеція, Піза, Генуя тощо, мають статус міст-республік. Триває боротьба гвельфів та гібелінів.
Майже весь Піренейський півострів займають християнські Кастилія і Леон, Арагонське королівство та Португалія, під владою маврів залишилися тільки землі на самому півдні. Едуард III королює в Англії (до 1377), Магнус Еріксон є королем Швеції (до 1364), а його син Гокон VI — Норвегії (до 1380), королем Польщі — Казимир III (до 1370). У Литвіі княжить Ольгерд (до 1377).
Руські землі перебувають під владою Золотої Орди. Триває війна за галицько-волинську спадщину між Польщею та Литвою. В Києві править князь Федір Іванович. Ярлик на володимирське князівство має московський князь Симеон Гордий (до 1353).
Монгольська імперія займає більшу частину Азії, але вона розділена на окремі улуси, що воюють між собою. У Китаї, зокрема, править монгольська династія Юань. У Єгипті владу утримують мамлюки. Мариніди правлять у Магрибі. Делійський султанат є наймогутнішою державою Індії. В Японії триває період Муроматі.
Цивілізація майя переживає посткласичний період. Почали зароджуватися цивілізація ацтеків та інків.

## Події
- Тевтонський орден здобув перемогу над литовцями в битві на Стреві.
- Польські війська вторглися на Галичину й Волинь.
- Війська шведського короля Магнуса Еріксона захопили фортецю Оріхів, що належала Новгородській республіці.
- Чорна смерть, епідемія чуми, охопила південь Європи й добралася до Англії. У багатьох місцях спалахи епідемії супроводжувалися єврейськими погромами.
- Угорський король Людвік I Великий, мстячись за смерть брата, захопив Неаполітанське королівство, але епідемія чуми змусила його відступити.
- Папа римський Климент VI купив у королеви Неаполя Джованни I Авіньйон і проголосив її невинною у вбивстві чоловіка.
- Сербський цар Стефан Душан захопив значні території, що належали Візантії, в Македонії, Епірі, Албанії.
- 7 квітня чеський король і імператор Священної Римської імперії Карл IV заснував у Празі перший у Центральній Європі університет. Збудований за зразком Паризького і Болонського, він складався з чотирьох факультетів — отримавши освіту на артистичному, можна було її продовжити на юридичному, медичному або богословському. Для викладання в Празький університет були запрошені видатні вчені з різних областей Священної Римської імперії.
- Ваймарський едикт приписував кожному бровареві використовувати для виробництва пива лише солод і хміль.
- Хрестові походи на Смірну.

## Народились
- 11 квітня — Андронік IV Палеолог, імператор Візантійської імперії з 1376 по 1379 р.

## Померли
- Амброджо Лоренцетті, італійський художник, представник Сієнської школи.